# تیشه

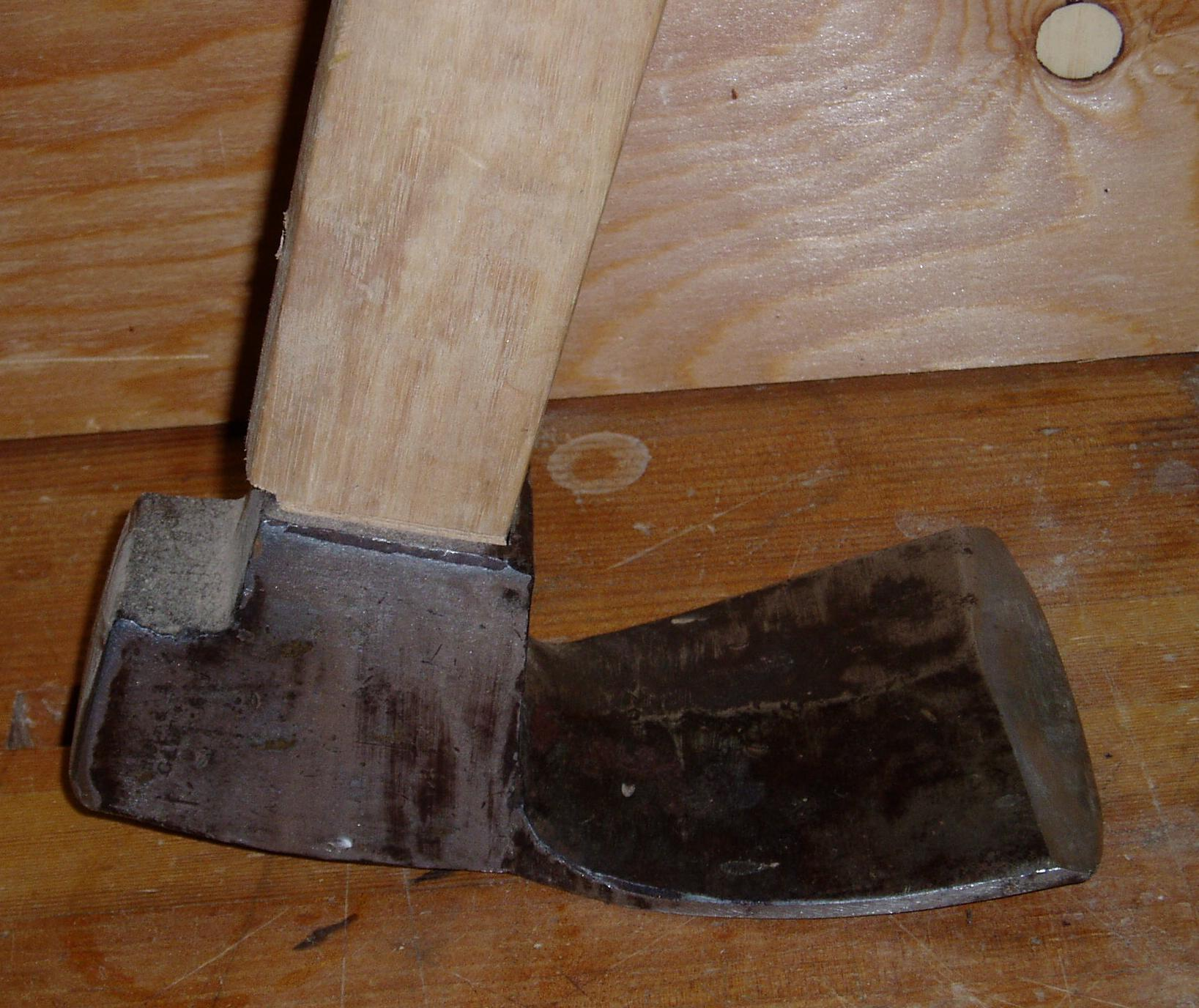
تیشهٔ نجاری

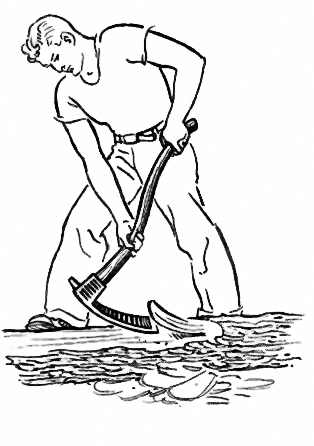
صاف کردن پهلوی تنه درخت با تیشه

تیشه (به انگلیسی: Hatchet) ابزاری تک‌دسته با تیغهٔ نسبتاً تیز فلزی است که برای تراشیدن و قطع و شکافتن موادی مانند سنگ و چوب و آجر و خاک استفاده می‌شود. تیشه از گذشته‌های دور در صنایع دستی کاربرد داشته و با رواج ابزارهای ماشینی کاربرد تیشه کم‌تر شده‌است.
تیشه بسته به مواد و حرفه‌ای که با آن کار می‌شود چند گونه است:
- تیشه نجاری: این تیشه برای صاف کردن سطوح ناهموار چوب و شکل‌دادن به قطعه چوب به کار می‌رود. تبدیل کردن تنه درخت به تیر یکی از کاربردهای تیشه بوده‌است. در گذشته در صنعت کشتی‌سازی چوبی تیشه از ابزارهای بسیار رایج بوده‌است.
- تیشه بنایی: تیشه بنایی بیشتر برای شکستن و شکل‌دادن به آجر به کار می‌رفته‌است.
- تیشه حجاری: از این تیشه برای کندن سنگ و شکل‌دادن به قطعات سنگ و درآوردن نقش در کتیبه‌ها و حجاری استفاده می‌شده‌است.
- تیشه چاه‌کنی: این تیشه فلزی را که معمولاً نوک تیز است و گاه دسته چوبی ندارد مقنی‌ها برای کندن زمین و حفر چاه به کار می‌برند.

## نام
به گفته علی‌اکبر دهخدا ریشه واژه «تیشه» از زبان پهلوی است.